# Gaetano Esposito

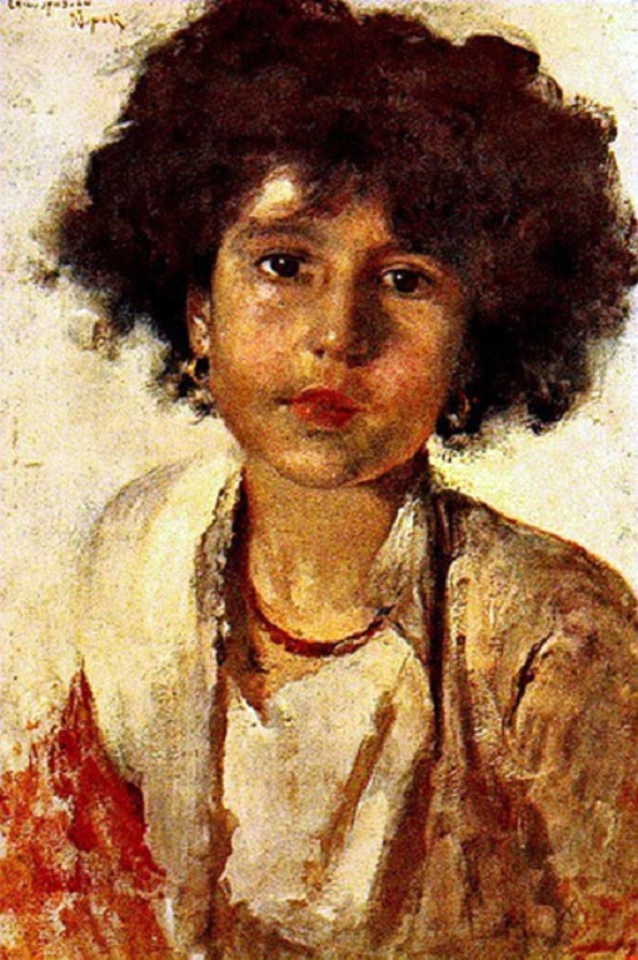
Mädchenporträt

Gaetano Esposito (* 17. November 1858 in Salerno; † 8. April  1911 in Sala Consilina) war ein in Paris tätiger italienischer Genremaler, Freskant und Bildhauer.
Esposito erhielt seinen ersten Zeichenunterricht beim Maler Gaetano D’Agostino. Er studierte fünf Jahre lang Malerei an der Accademia di belle arti di Napoli bei Domenico Morelli und Filippo Palizzi sowie Bildhauerei bei Stanislao Lista. Zu seinen Studienkameraden gehörten u. a. Giuseppe Avallone, Vincenzo Migliaro, Vincenzo Caprile, Giuseppe De Sanctis, Paolo Vetri und Vincenzo Volpe.
Nach dem Studium widmete er sich der Genre-, Historien- und Landschaftsmalerei. Er nahm ab 1875 an vielen Kunstausstellungen teil: In Rom 1883, Turin 1884, Mailand 1894, Venedig 1895, Rom 1896, Florenz 1897, Sankt Petersburg 1902, London 1904 und Mailand 1906. Viele seiner Werke brachten ihm Auszeichnungen und Medaillen.
Er wurde von der neapolitanischen Malerei des 17. Jahrhunderts, insbesondere von Jusepe de Ribera beeinflusst.
Um die 1900er Jahrhundertwende widmete sich Gaetano Esposito dekorativen Gemälden wie den Fresken des Caffè Gambrinus, der Handelskammer von Neapel und der Dekoration der Decke des Teatro Garibaldi in Santa Maria Capua Vetere, wo er die Apotheose der Poesie malte.
1910 nahm sich seine junge Studentin, Venturina Castrignani, das Leben, nachdem ihre Gefühle von Gaetano Esposito nicht erwidert wurden. Von Schuldgefühlen geplagt, starb Esposito im Alter von 53 Jahren durch Suizid.